# روبرتو بلاروسا
روبرتو بلاروسا (به انگلیسی: Roberto Bellarosa) (زاده ۲۳ اوت ۱۹۹۴) خواننده بلژیکی است.
او در مسابقه آواز یوروویژن ۲۰۱۳ نماینده بلژیک بود.